# Cestrum parqui
Cestrum parqui là loài thực vật có hoa trong họ Cà. Loài này được Charles Louis L'Héritier de Brutelle mô tả khoa học đầu tiên năm 1788., khi nâng cấp Cestrum jamaicense var. parqui Lam. nên thành loài riêng biệt và độc lập với Cestrum jamaicense
Loài bản địa Trung và Nam Mỹ.
Nó là cây bụi thân gỗ mọc thẳng, lộn xộn,có lá sớm rụng hoặc bán thường xanh, cao 2–3 mét (6 ft 7 in–9 ft 10 in) với 1 hoặc nhiều thân giòn, màu xanh lục. Các lá xanh lục nhạt, bóng láng, mọc so le, dài 12 cm (5 in), tỏa mùi cao su thối khi nghiền nát. Nó có các chùm hoa nhỏ, thơm, hình ống, màu vàng lục, dài khoảng 2,5 cm ở đầu các thân cây, ra hoa từ cuối mùa xuân tới mùa thu. Chúng sinh ra các chùm quả mọng nhỏ, hình trứng, màu đen trong giai đoạn từ mùa hè tới mùa thu.